# Joulupukki

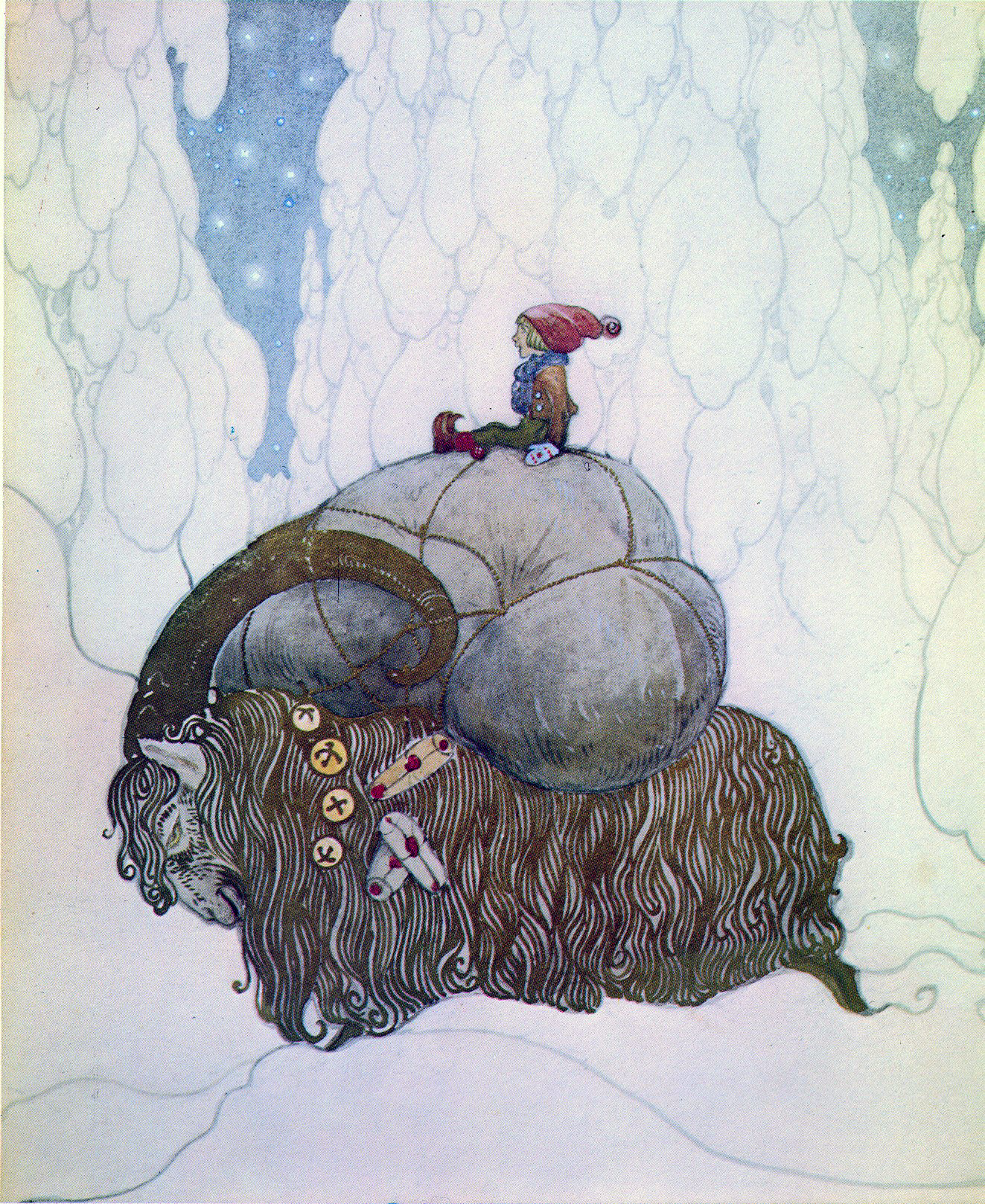
Julbocken

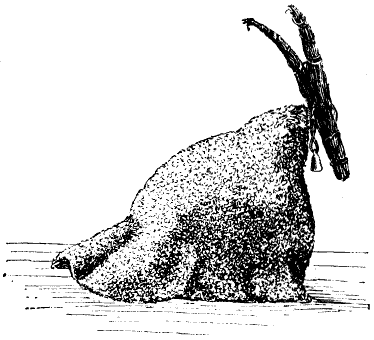
Julbocken, Nordisk familjebok (1910)

Joulupukki (Fins) of julbocken (Zweeds) is de naam van de Kerstman in Finland. De naam betekent letterlijk kerstbok en verwijst waarschijnlijk naar een oud Fins en Scandinavisch gebruik, waarin men zich in geitenvellen verkleedde om na Kerstmis van huis tot huis te gaan om voedselresten te verzamelen. 
De Zweedse Kerstman heette oorspronkelijk ook julbocken, maar wordt tegenwoordig jultomten ("Kerstkabouter") genoemd.
Jul of Yule verwijst naar het joelfeest dat rond de zonnewende tijdens midwinter plaatsvond.
Vandaag de dag lijkt joulupukki erg op de Amerikaanse versie van de Kerstman. Toch zijn er enkele verschillen: joulupukki's werkplaats bevindt zich niet op de Noordpool of in Groenland, maar op de berg Korvatunturi in Fins Lapland. Ook kruipt joulupukki niet door de schoorsteen maar klopt hij op kerstavond op de voordeur, waarbij hij vraagt: "Zijn er hier brave kinderen?"
Hij draagt meestal warme rode kleren, gebruikt een wandelstok en verplaatst zich in een slee die door rendieren wordt getrokken. Joulupukki heeft een vrouw, joulumuori ("Kerstvrouwtje", "Kerst-omaatje"), waarover echter weinig bekend is.

## Afbeeldingen

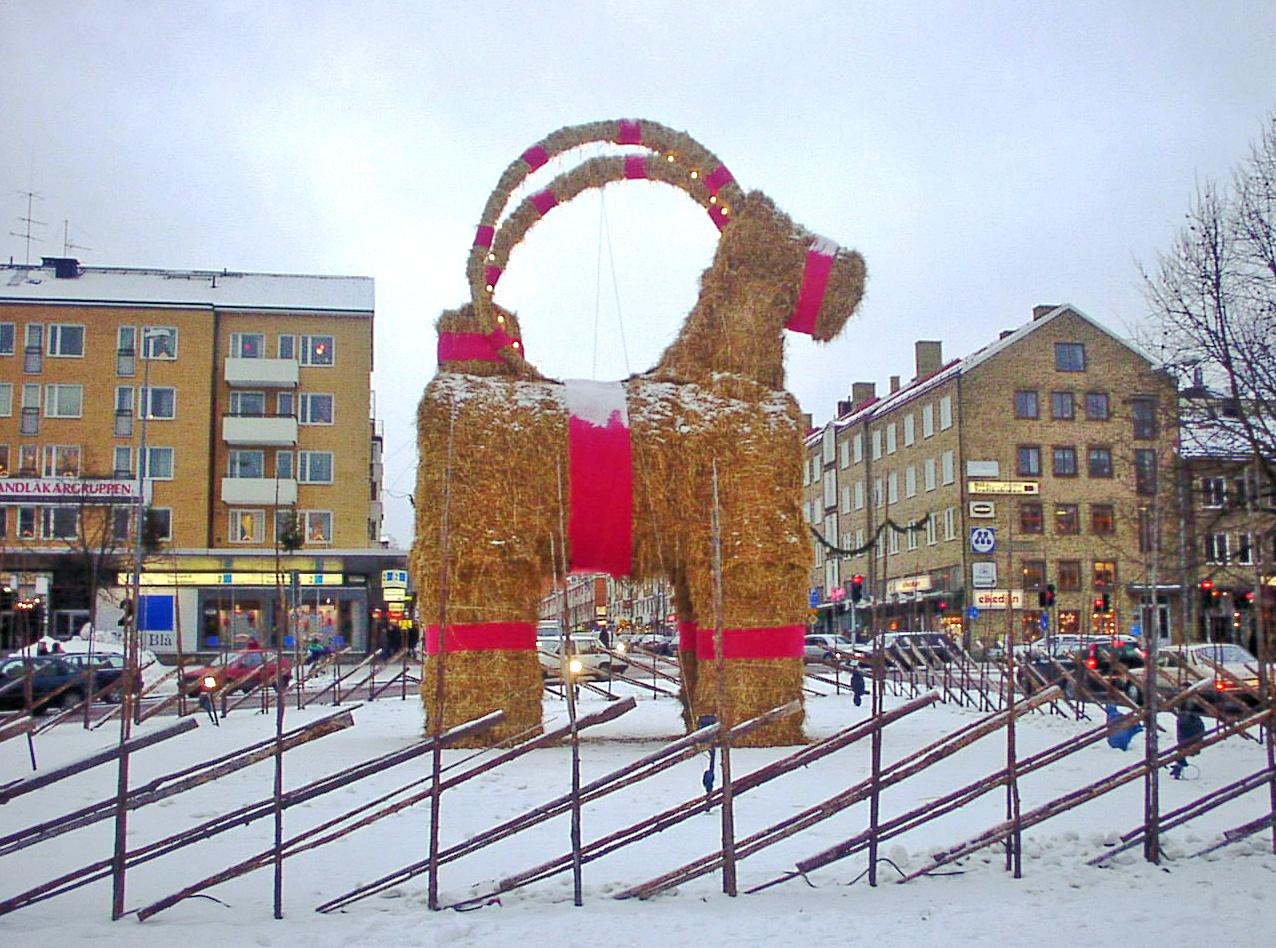
Gävlebok
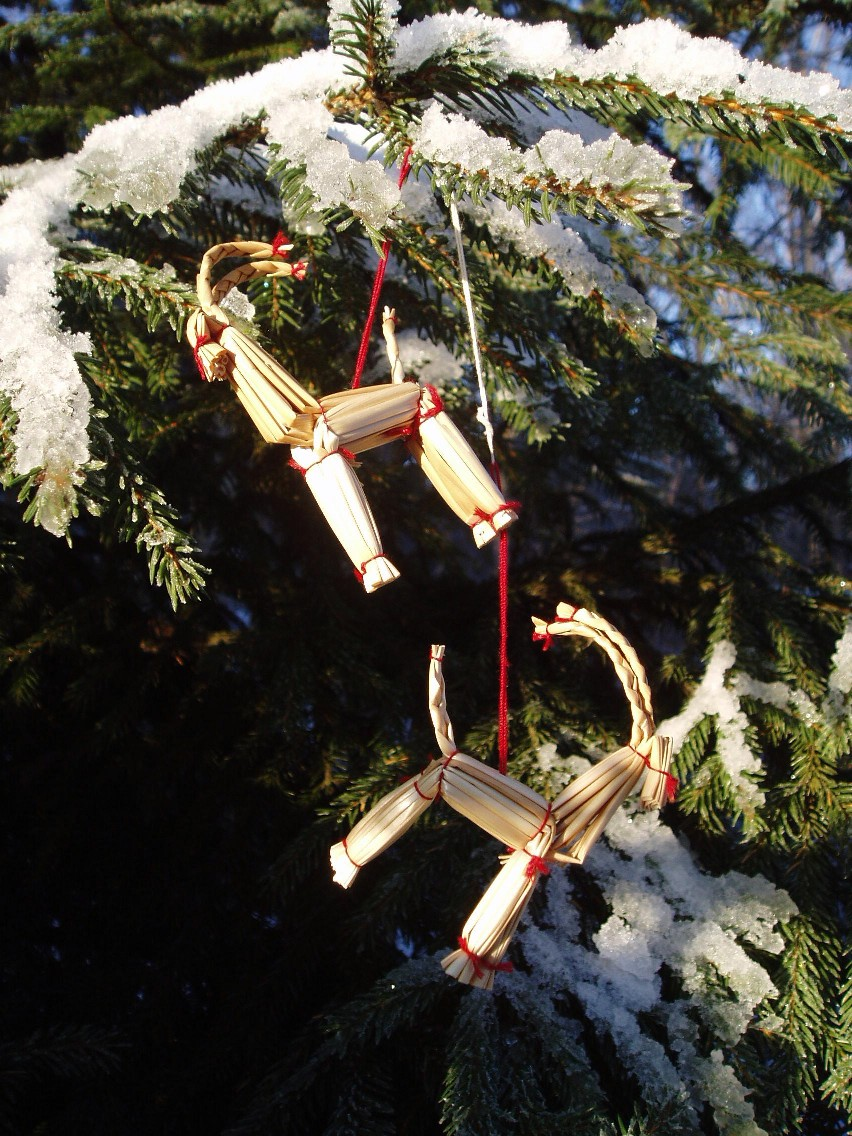
De julbocken als kerstversiering
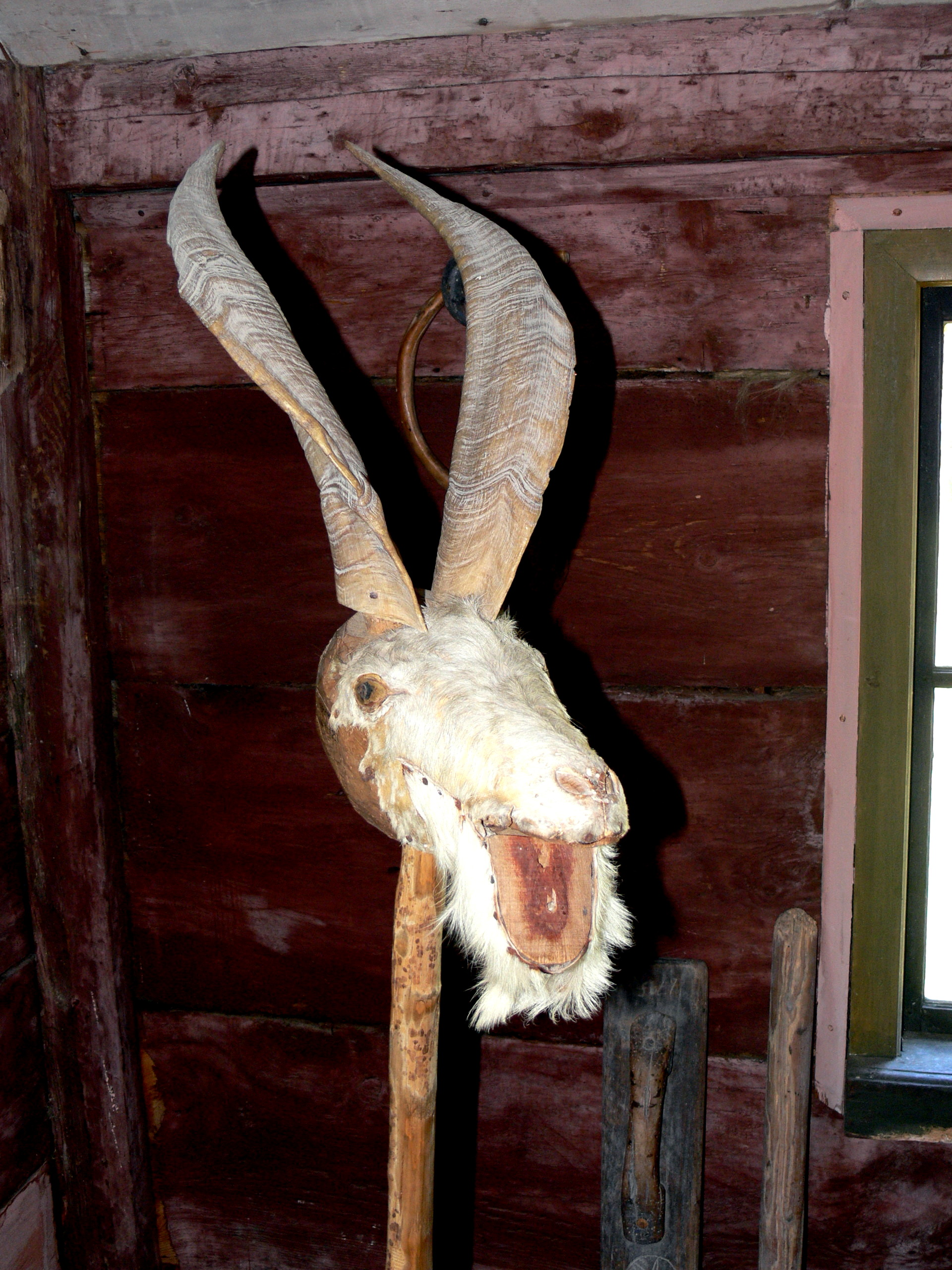
Julbock in een museum, 18e eeuw
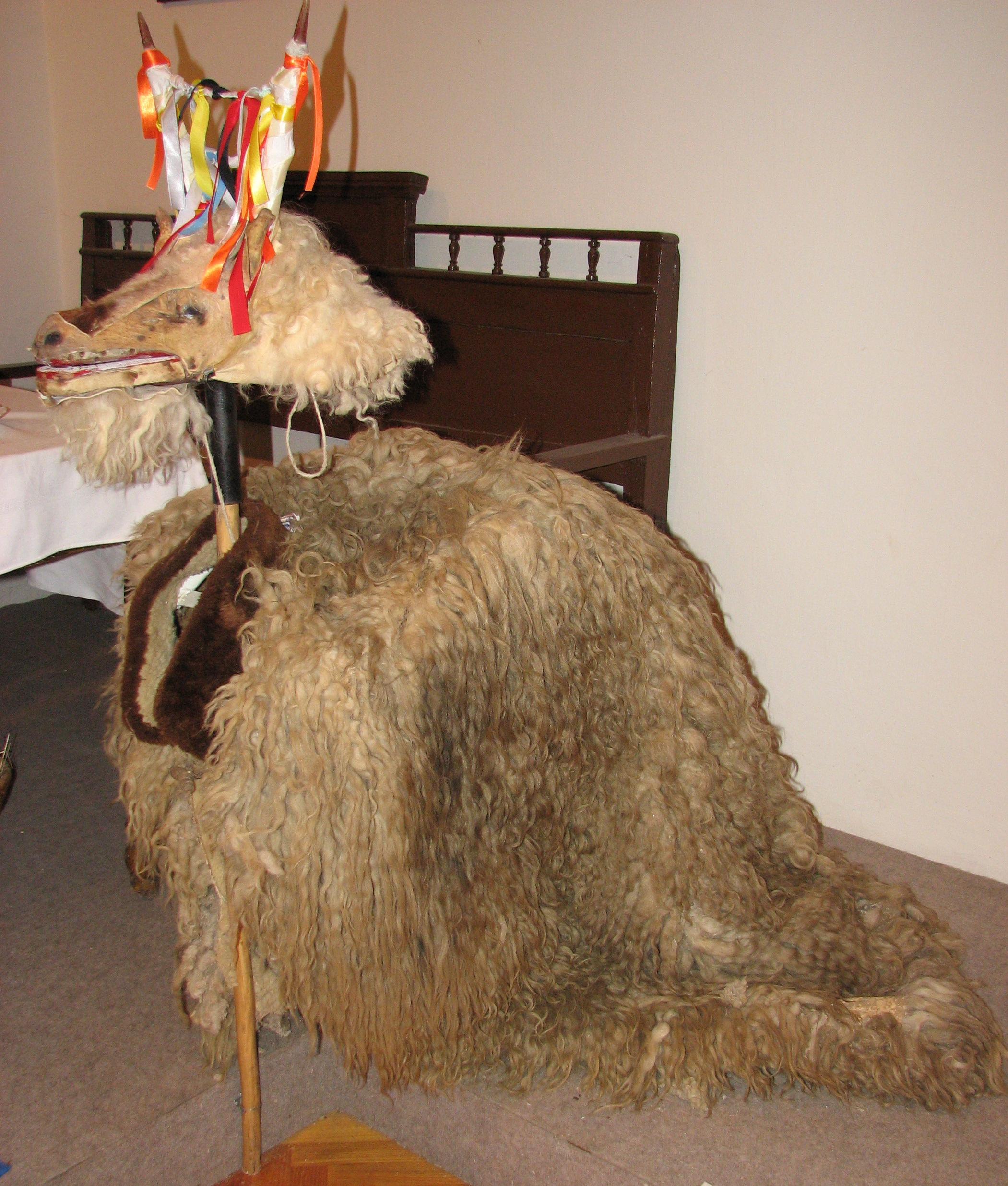
Kecskézés; een geiten-kostuum uit Hongarije, klik op afbeelding voor meer informatie (vergelijk Krampus)
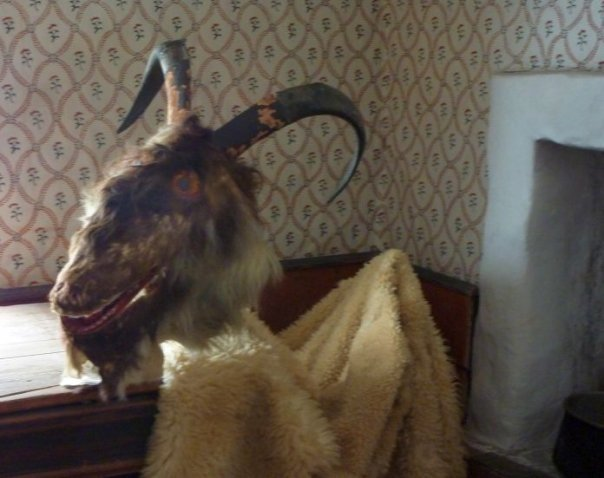
Masker en pak van een Julbocken, openluchtmuseum Skansen
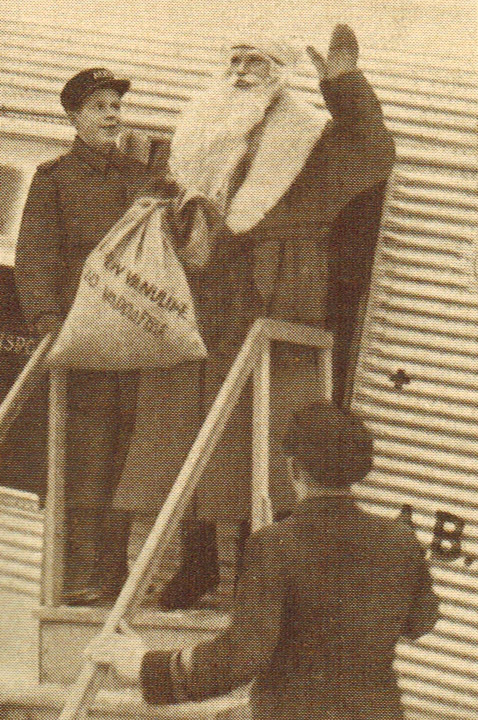
Joulupukki komt aan per vliegtuig, 2 december 1936